# Ma Benz
Singles de Suprême NTM avec Lord Kossity
Seine-Saint-Denis Style / Laisse pas traîner ton fils
(9 juin 1998) 93 Party
(3 novembre 1998)
Pistes de Suprême NTM
Interlude C'est arrivé près d'chez toi
Ma Benz (stylisé en Ma B*nz) est un single de rap français sorti le 20 octobre 1998 par le groupe Suprême NTM en collaboration avec Lord Kossity.

## Contenu
Lord Kossity aurait écrit ses paroles en 20 minutes. Le single comprend un remix du titre par le label B.O.S.S. créé par Joeystarr, DJ Spank et DJ Naughty J.
En 2009, à la recherche d'une chanson érotique pour le festival Éros 69, le duo Brigitte interprète Ma Benz et inclut cette interprétation sur son album Et vous, tu m'aimes ? (Wagram, 2011). Cette reprise sera également diffusée l'année suivante dans l'émission Taratata. La chanson a également été reprise par le chanteur Philippe Katerine avec le groupe Francis et ses peintres sur son album 52 reprises dans l'espace (Barclay, 2011).
Ce single est un succès en se vendant à 140 000 exemplaires. Il est considéré aujourd'hui comme un des plus gros classiques du rap français.
Le titre est une référence à la marque automobile Mercedes-Benz.

## Pochette
Comme le single That's My People, la photographie de la pochette est tirée de la session photos faite pour le livret de l'album Suprême NTM par l'Américain Jonathan Mannion (en). La voiture Mercedes photographiée appartient à Chino, membre des 93NTM, et la calandre reproduit un médaillon qu'il possède lui et Joeystarr mentionnant « Au-dessus des lois je bâtirai mon toit » (lyrics du titre "Le Pouvoir" sur le premier album du groupe Authentik).

## Clip
Le clip est réalisé par Yannis Mangematin. Un décor à 360 degrés dans un studio d'environ 1 000 m² est monté avec une voiture au centre et des danseuses de striptease en bikini chevauchant des voitures miniaturisées. Le Conseil supérieur de l’audiovisuel estime que le clip participe à « la dégradation de l’image de la femme » et sa diffusion à la télévision est interdite avant 22 heures,.

## Liste des titres
Sur la version single sortie au format CD:
- Ma Benz
- Ma Benz (B.O.S.S. Remix)

La version disque 33 tours comprend en plus les versions instrumentale et a cappella des deux titres.

## Reprises
La chanson est reprise par Philippe Katerine et Francis et ses peintres sur l'album 52 reprises dans l'espace sorti en 2011.
Elle est également reprise par le groupe Brigitte. Cette reprise apparaît dans leur premier album Et vous, tu m'aimes ?.